# Балахненское кружево

Образцы «балахонского кружевного манера» можно посмотреть в музее «Дом Плотникова» в Балахне Нижегородской области

Балахнинское (Балахни́нское) кру́жево — русский народный художественный промысел по плетению кружев на коклю́шках, возникший в городе Балахне́ и его окрестностях предположительно в XVIII веке. Технология изготовления балахнинского кружева наиболее трудоёмкая из существующих в России, для создания изделия используют 300 и более пар коклюшек. Узоры многопарного кружева близки к природной тематике, в них различаются цветы, листья, виноградные гроздья. 

## История

### Истоки промысла
Есть несколько версий появления промысла в Нижегородской области. Некоторые источники называют XVI век, когда в Балахне жили мастера Оружейной палаты Московского Кремля, где тогда работали кружевники (мужчины).
В 1882 году была опубликована первая статья по истории балахнинского кружева в Трудах комиссии по исследованию кустарных промыслов. Автор статьи И. Ягодинский утверждает, что балахнинскому кружеву более ста лет. Одна из основательниц Мариинской практической школы кружевниц в Санкт-Петербурге и известная исследовательница кружева София Александровна Давыдова опиралась на работы И. Ягодинского и также писала, что началом промысла был XVIII век.
По другим сведениям балахнинский кружевной промысел ведёт свою историю с последних десятилетий XVII века.

В настоящее время есть несколько версий о происхождении этого кружева: самая обоснованная — кто-то из дворянок открыл мастерскую. Из Европы привозили нитки и сколки (рисунки кружев). Кружевоплетение в России — пришлое, несамобытное. Если ткачество развивалось постепенно в нескольких местах, то кружево завезли. <...> ...Во времена Петра I, Елизаветы Петровны очень много дворян открывали мастерские, где девушки плели кружево. Его в итоге продавали. Известные мастерские различных кустарных промыслов были у Шереметевых; среди прочего в их владении числилось Кубинцево — бывшее село, которое примыкало к Балахне́; сейчас это уже черта города.— Мария Карташова, директор Балахнинского музейного историко-художественного комплекса.

### Европейский триумф

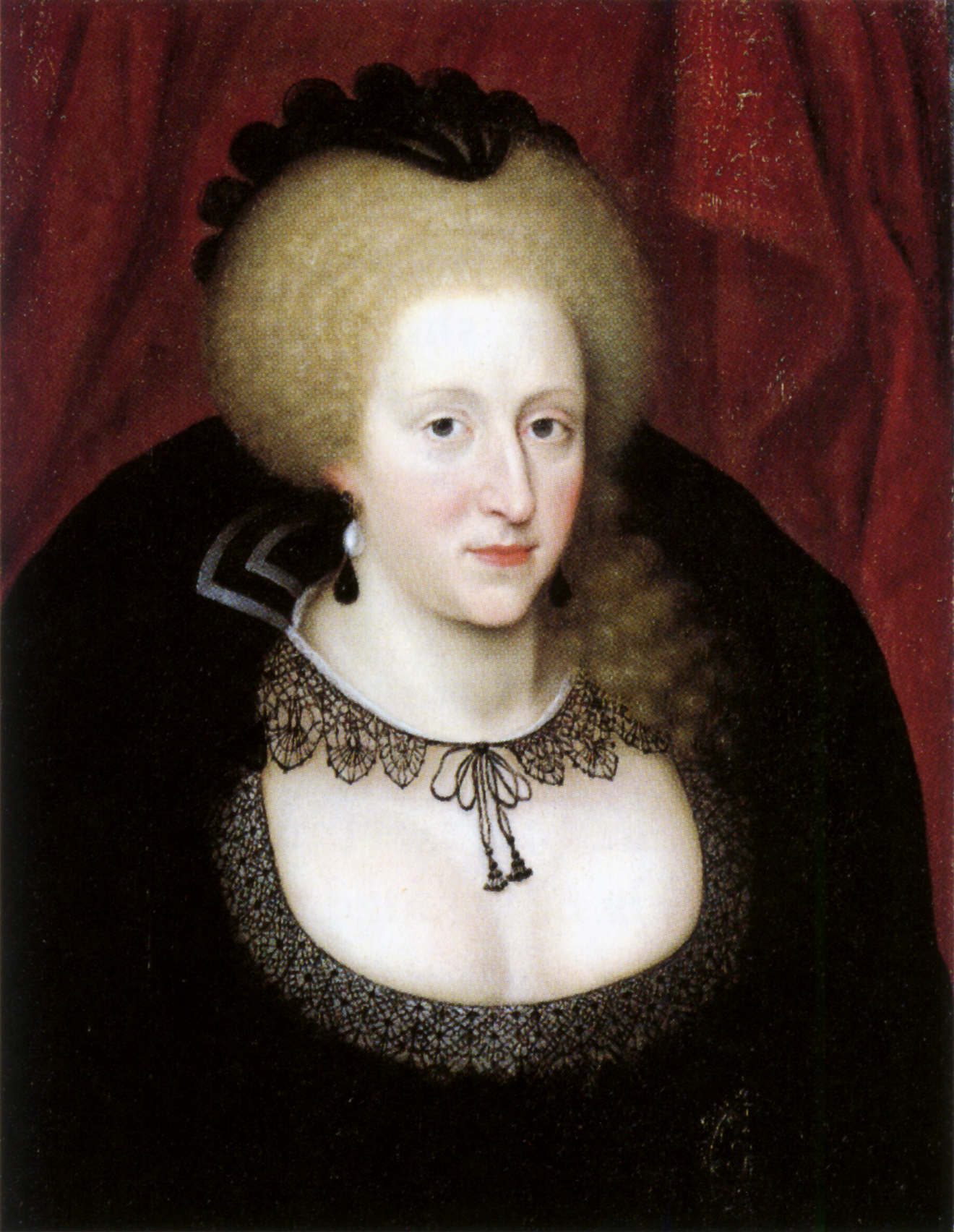
Портрет Анны Датской. Платье украшено кружевом, узор которого был популярен у балахнинских мастериц

В балахнинской технике применяют около 200 пар коклюшек

Расцвет кружевоплетения в Балахне пришёлся на период с конца XVIII до конца XIX века. Существует предание, что блонды с алыми розочками, обведёнными белой шёлковой сканью, на золотисто-бежевом фоне были заказаны балахнинским мастерицам российской императрицей Екатериной II.
В XIX веке промыслом занималась половина всего женского населения Балахны и окрестных деревень. Простому народу был доступен набор инструментов и приспособлений для плетения кружев: коклюшки, валик или подушка, подставка под валик, булавки, ножницы и нитки. 
В XIX веке выходившие из Балахны кружевные изделия считались лучшими в России и Европе.
История сохранила имена лучших балахнинских кружевниц XIX — начала XX века: Екатерина Константиновна Соколова, Анна Павловна Фурина, М. М. Траутман, Е. А. Беднягина, Ефания Алексеевна Анохина, М. Е. Богдарина, А. И. Винокурова, А. М. Ожигина, Мария Михайловна Щугаева, сёстры Малаховы, Варвара Ивановна Быкова, Мария Ивановна Мухина, Ольга Александровна Суслова, Александра Ивановна Климова и многие другие. 
В августе 1896 года во время проведения Всероссийской промышленной выставки в Нижнем Новгороде балахнинская кружевница Е. К. Соколова (до замужества Румянцева) преподнесла императрице Александре Фёдоровне подарок — детское кружевное платьице. В 1900 году она единственная приняла участие на Всемирной Парижской выставке со своим изделием.
К началу XX века в 17 губерниях России насчитывалось более ста тысяч профессиональных кружевниц.
В Нижегородской губернии кружевной промысел охватывал 225 сёл Балахнинского уезда, где плели кружева более двух тысяч мастериц. Его развитию способствовала и близость Балахны к Нижегородской ярмарке. Оттуда кружева развозили по всей России и Европе и продавали в модных лавках Москвы, Санкт-Петербурга, Вены, Лондона, Парижа и других городов. Среди кружевных изделий пользовались популярностью «виноградные» косынки, воротнички, дамские перчатки.

Балахна́, подобно другим центрам кружевоплетения, производила как штучные вещи, так и мерное кружево для украшения женской и мужской одежды: рюши для отделки дамских платьев, блузок, платков, белья, шляп и чепцов. Ассортимент штучных изделий включал галстуки, пояса, наколки на причёску, головные уборы (шали, косынки, шарфы, шапочки), перчатки, воротники, манжеты, кофты, платья и накидки на плечи.— Любовь Ведерникова, автор книги «Балахнинское кружево».
Профессиональной школы по кружевоплетению в Балахне не было. Только с 1912-го по 1915 год работала школа кружевниц.

Постепенно промысел начал угасать.

## Современность
До 1994 года в Балахне был небольшой цех кружевоплетения. Некоторые бывшие его работницы хранят традиции мастерства и сегодня, но в наши дни это скорее увлечение, чем промысел. В современной Балахне осталось около 15 кружевниц, каждая из которых вносит в кружевоплетение свои особенности.
В Балахнинском музейном историко-художественном комплексе проходят мастер-классы по кружевоплетению. Коллекция кружев — одна из лучших в фондах Балахнинского музея, формирование которой началось в 1926 году. В настоящее время в фондах находится около 500 единиц хранения кружевных изделий и сколков (рисунков для плетения). Среди них так называемое «штучное» кружево — косынки, шарфы, платки, фишовки, воротники и мерное кружево, которым оформлены изделия из ткани. Большая часть изделий выплетена многопарной техникой плетения с традиционными элементами для Балахны: «гроздьями винограда», «шапками роз», «дубовыми листьями», «огурцами», «вазонами». Кроме того, при поддержке Президентского фонда культурных инициатив Балахнинский музей реализует проект «Нить Акулины», цель которого — передать знания и навыки многопарной техники плетения кружева молодому поколению.

## Художественные особенности
Переработав орнаменты французских и бельгийских кружев, местные мастерицы создали свой неповторимый художественный стиль — «балахонский манер». Его основу составляют композиции из цветов и листьев, плодов граната, гроздьев винограда — узоров, служивших символами любви, земного рая, счастливой семейной жизни. Изображения животных и птиц — оленей, павлинов, орлов — на балахни́нских кружевах встречаются реже.

Гордостью балахнинских мастериц всегда были кружевные шёлковые «виноградные» косынки. Другой излюбленный рисунок — «Балахонская роза» — стал своеобразной визитной карточкой местного растительного орнамента выплетаемых кружев.

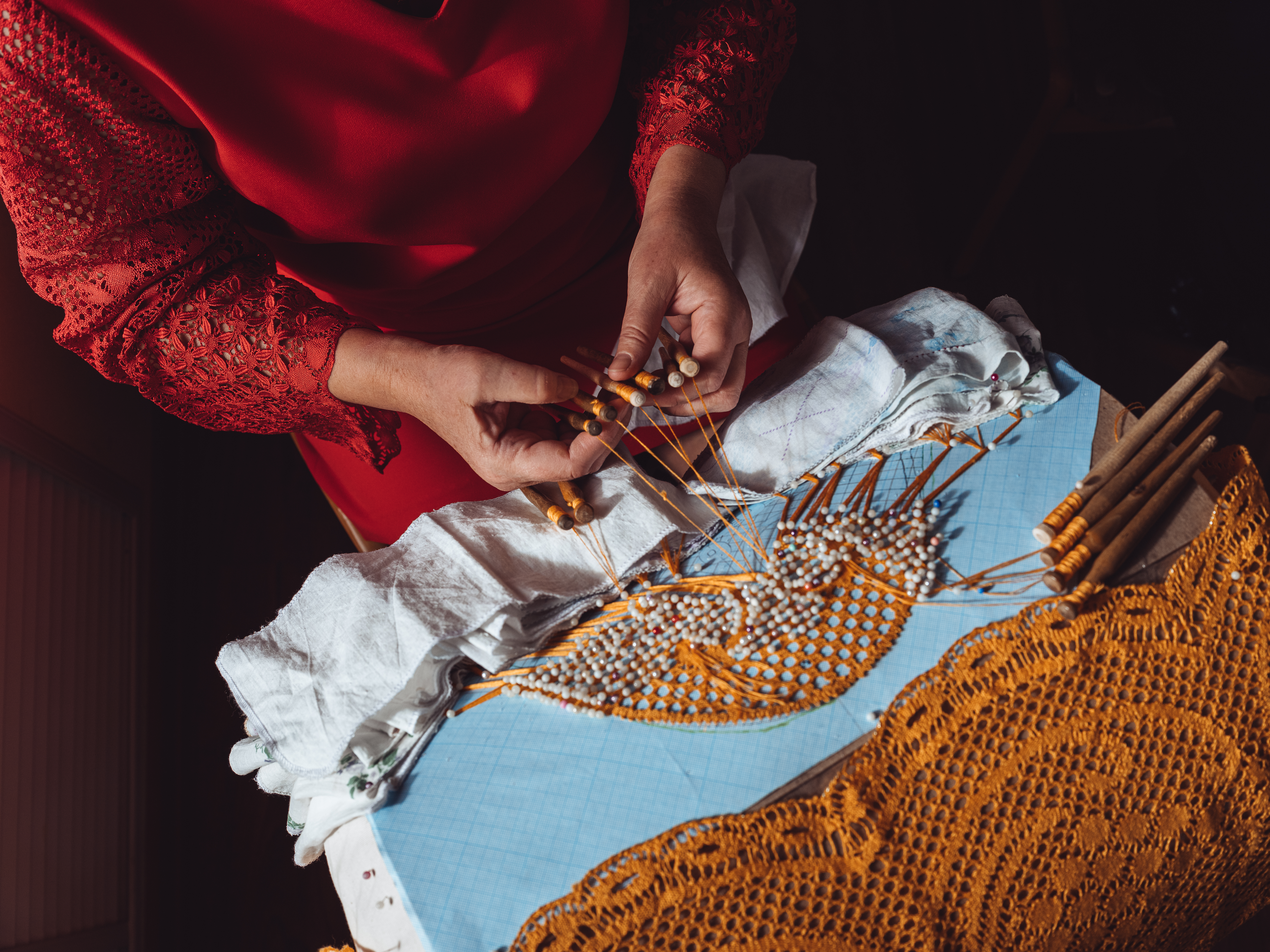
Расцвет кружевоплетения в Балахне пришёлся на период с конца XVIII до конца XIX века

Важным элементом служит декоративный геометрический фон в виде сетки или решётки. Балахнинские кружевницы наиболее часто использовали в своих изделиях двухбулавную, четырёхбулавную, пятибулавную, «рыбчатую», «клюневую», «тенетниковую», полотнянку с семечками, «камфорную», «тюлевую», «московскую» простую решётки.

## Техника плетения
Так называемый «балахонский кружевной манер» сложился ещё во второй половине XIX века. Балахнинские кружевницы для плетения используют одновременно много пар деревянных столбиков-коклю́шек, на которые наматываются нитки. Рисунок выводится одновременно по всей ширине. Если в вологодской сцепной технике плетения используют около 20 пар коклюшек, то в многопарной балахнинской технике применяют до 200 пар и более, в зависимости от густоты рисунка, от тонкости накола. До начала плетения кружевница должна предварительно намотать нитки на 600 коклюшек. Поэтому балахнинское кружево изготавливается крайне медленно. Так, на изготовление одной салфетки может уйти полгода.
Отличительная особенность балахнинского кружева от других многопарных техник — клюневая решётка. Орнамент, который используется как фоновый, больше нигде, кроме как в Балахне́, не встречается.

До начала плетения выполняли рисунок будущего изделия, который называют ско́лком. Его может делать кружевница или приглашённый художник. В атрибуции готового изделия указывают как имя кружевницы, так и имя автора рисунка.

Особенность балахнинского кружева — лёгкая решётка, на которой располагаются растительные узоры

Готовый рисунок-ско́лок клали на валик-подушку, набитую сеном, соломой или древесными опилками и поверх него накалывали булавки, на которые крепили нитки в процессе плетения.
В дело шёл преимущественно чёрный, кремовый и белый шёлк. В изготовлении менее дорогих изделий использовались хлопчатобумажные и льняные нити чёрного, золотисто-кремового или белого цветов.
Ценность кружева зависела от чистоты плетения, веса изделия, количества используемых в работе коклюшек.

## В фольклоре
Об известности нижегородского промысла свидетельствуют русские пословицы и поговорки: 
- «Кутуз[7] да коклю́шки — балахонские игрушки!»[8]
- «Балахна кружевничает»
- «Балахонки до слепу кружева плетут»

Балахнинское кружево, созданное в XIX веке, было преимущественно чёрного цвета

- Балахнинское кружево, созданное в XIX веке, было преимущественно чёрного цвета«Кружевничка — невеличка»[9].

На любовь мастериц делиться сплетнями, злословить при плетении указывает следующее крылатое выражение: «Балахонские мастерицы плести мастерицы».